# Rēzekne II
Rēzekne II (łotewski: Stacija Rēzekne II) – stacja kolejowa w Rzeżycy, we wschodniej Łotwie. Znajduje się na liniach Krustpils – Rzeżyca i Rzeżyca – Zilupe. Jest jedną z dwóch stacji obsługujących Rzeżycę, drugą stacją jest Rzeżyca I.
W dniu 17 marca 2006 w ramach rozwoju korytarza Wschód-Zachód stacja została zmodernizowana kwotą 10,2 mln euro.